# Carlos Da Cruz
Carlos Da Cruz (Beauvais, 20 de diciembre de 19) es un deportista francés que compitió en ciclismo en las modalidades de  pista y ruta, perteneciendo al equipo Française des Jeux entre los años 2002 y 2007.
Ganó una medalla de bronce en el Campeonato Mundial de Ciclismo en Pista de 1997, en la prueba de persecución por equipos.
En carretera fue el ganador del Circuito de la Sarthe de 2003, y puso fin a su carrera deportiva al término de la temporada 2007, una vez disputada la París-Tours.

## Medallero internacional
| Campeonato Mundial | Campeonato Mundial | Campeonato Mundial | Campeonato Mundial      |
| Año                | Lugar              | Medalla            | Competición             |
| ------------------ | ------------------ | ------------------ | ----------------------- |
| 1997               | Perth (Australia)  | Medalla de bronce  | Persecución por equipos |

## Palmarés

### Ruta
2000
- 1 etapa de la Semana Lombarda

2003
- Circuito de la Sarthe, más 1 etapa

## Resultados en Grandes Vueltas y Campeonatos del Mundo
| Carrera         | Carrera         | 1997 | 1998 | 1999  | 2000 | 2001 | 2002 | 2003 | 2004 | 2005  | 2006  | 2007 |
| --------------- | --------------- | ---- | ---- | ----- | ---- | ---- | ---- | ---- | ---- | ----- | ----- | ---- |
|                 | Giro de Italia  | —    | —    | —     | —    | —    | —    | 60.º | —    | 72.º  | 101.º | —    |
|                 | Tour de Francia | —    | —    | 126.º | —    | —    | —    | 93.º | 85.º | 76.º  | 75.º  | —    |
|                 | Vuelta a España | —    | —    | —     | —    | —    | —    | —    | —    | —     | —     | 90.º |
| Mundial en Ruta | Mundial en Ruta | —    | —    | —     | —    | —    | —    | —    | —    | 113.º | —     | —    |

—: no participa

Ab.: abandono